# Dubrave (Gradiška)
Dubrave (en cirílico: Дубраве) es una localidad de la municipalidad de Gradiška, Republika Srpska, Bosnia y Herzegovina.

## Población
| Composición de la Población - Localidad de Dubrave | Composición de la Población - Localidad de Dubrave | Composición de la Población - Localidad de Dubrave | Composición de la Población - Localidad de Dubrave | Composición de la Población - Localidad de Dubrave |
| -------------------------------------------------- | -------------------------------------------------- | -------------------------------------------------- | -------------------------------------------------- | -------------------------------------------------- |
|                                                    | 2013                                               | 1991                                               | 1981                                               | 1971                                               |
| Total                                              | 1.732 (100%)                                       | 2.581 (100%)                                       | 2.362 (100%)                                       | 1.880 (100%)                                       |
| Mujeres                                            | 879                                                | -                                                  | -                                                  | -                                                  |
| Varones                                            | 853                                                | -                                                  | -                                                  | -                                                  |
| Serbios                                            | 239                                                | 36 (1,4%)                                          | 25 (1,06%)                                         | 29 (1,54%)                                         |
| Croatas                                            | 3                                                  | 4 (0,16%)                                          | 5 (0,21%)                                          | 1 (0,05%)                                          |
| Bosniacos                                          | 1.434                                              | 2 413 (93,49%)                                     | 2.124 (89,92%)                                     | 1.814 (96,5%)                                      |
| Musulmanes                                         | 6                                                  | -                                                  | -                                                  | -                                                  |
| Yugoslavos                                         |                                                    | 74 (2,87%)                                         | 158 (6.69%)                                        | 10 (0,53%)                                         |
| Gitanos                                            | 37                                                 | -                                                  | 18 (0,76%)                                         | 2 (0,11%)                                          |
| Eslovenos                                          |                                                    | -                                                  | -                                                  | 1 (0,09%)                                          |
| Bosnios                                            | 2                                                  | -                                                  | -                                                  | -                                                  |
| Albaneses                                          | -                                                  | -                                                  | 15 (0,64%)                                         | 11 (0,58%)                                         |
| Macedonios                                         | -                                                  | -                                                  | -                                                  | 1 (0,04%)                                          |
| Otros                                              | 2                                                  | 54 (2,09%)                                         | 16 (0,67%)                                         | 13 (0,69%)                                         |
| Sin declarar                                       | 5                                                  | -                                                  | -                                                  | -                                                  |
| Desconocidos                                       | 4                                                  | -                                                  | -                                                  | -                                                  |